# 哈瓦那基督像

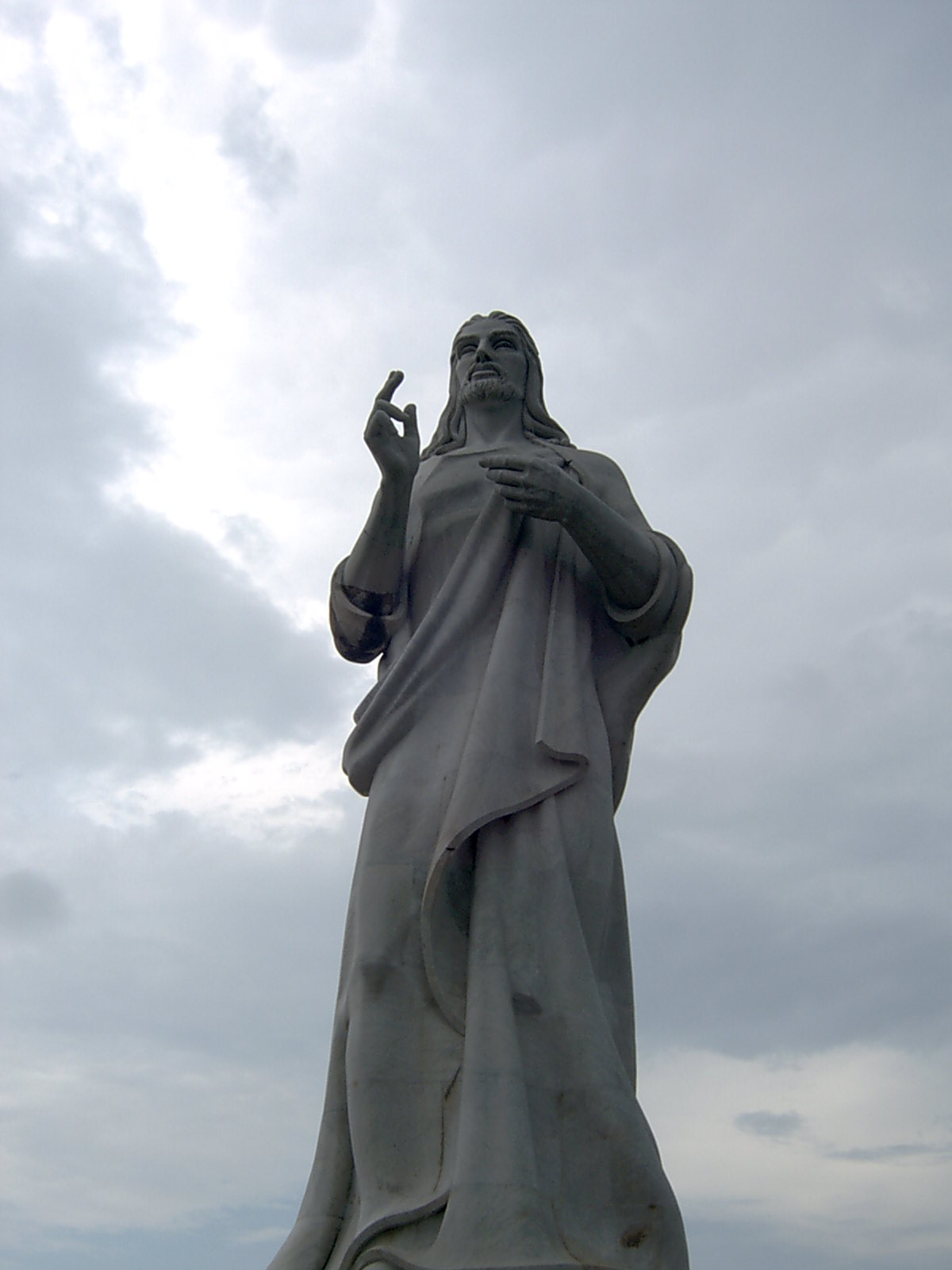
哈瓦那基督像

哈瓦那基督像（西班牙语：Cristo de La Habana）是一尊巨大的耶稣雕塑，位于古巴哈瓦那的圣卡洛斯要塞山顶上，海拔51米，俯瞰海湾。这是古巴雕塑家Jilma Madera的作品。
雕像用购自意大利的67块白色卡拉拉大理石雕刻，材料得到教宗庇护十二世亲自祝福。相同的材料用于哥伦布公墓的许多墓碑。雕像高约20米，包含3米的基础。雕像的重量约320吨。基督像站立，右手举起，靠近下巴，左手靠近胸口。雕像面向城市，从城市的许多地方都能看到它，而在雕像处可观看哈瓦那全景。
雕像于1958年12月24日开幕。仅十五天后，1959年1月8日，菲德尔·卡斯特罗在古巴革命期间进入哈瓦那。就在同一天，雕像被雷电击中，头部被毁。后来被修复。